# Pseudogyrtona hemicyclopis
Pseudogyrtona hemicyclopis là một loài bướm đêm trong họ Noctuidae.